# 梅利尼科韋 (瓦爾基區)
49°41′43″N 35°33′35″E / 49.69528°N 35.55972°E
梅利尼科韋（烏克蘭語：Мельникове）是位於烏克蘭東部的村莊，由哈爾科夫州博霍杜希夫區的瓦爾基市鎮負責管轄。該村始建於1820年，面積24.6平方公里，海拔高度126米，2001年人口524，人口密度每平方公里21.3人。